# Dürre

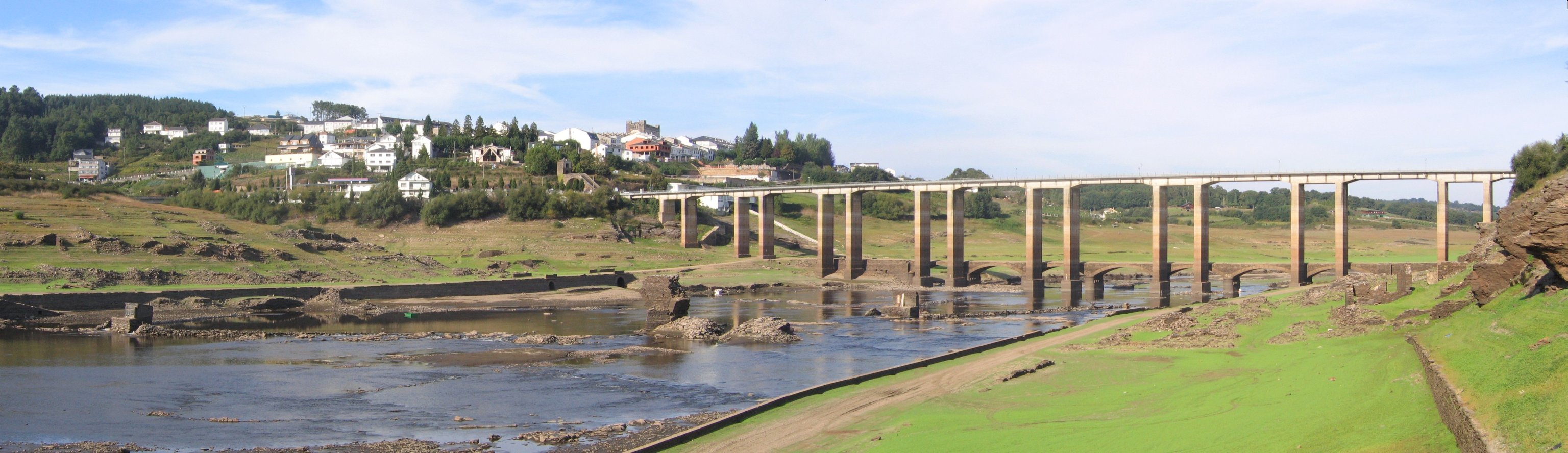
Hydrologische Dürre des Belesar-Stausees bei Portomarín, die älteren Brücken sind nur wegen des niedrigen Wasserstandes des Belesar-Stausees während der Trockenheit in Spanien im Sommer 2005 zu sehen

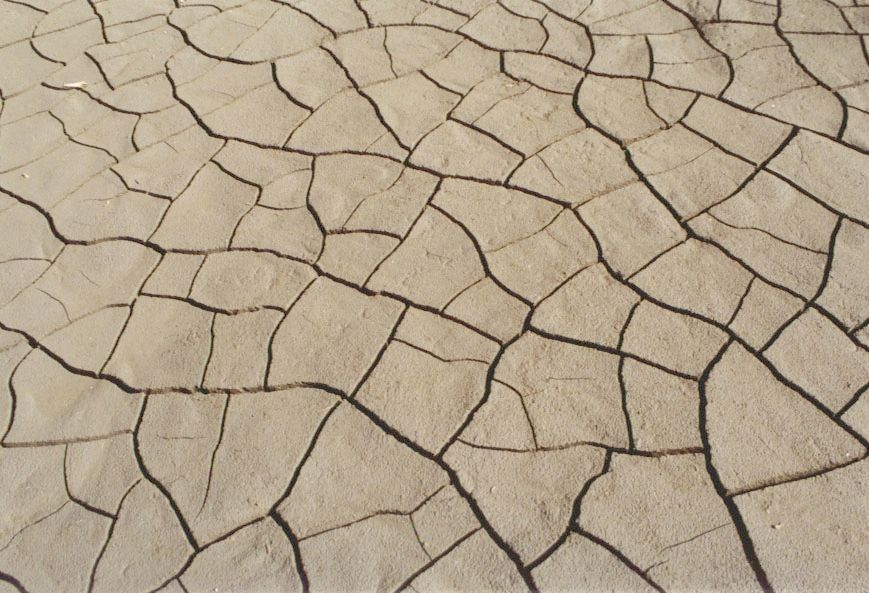
Boden eines ausgetrockneten Sees

Dürre (wie mittelhochdeutsch dürre, ‚Trockenheit‘, von althochdeutsch durri und älter thurri ‚dürr‘, ‚trocken‘, verwandt mit „Durst“) ist ein extremer, über einen längeren Zeitraum vorherrschender Zustand, in dem weniger Wasser oder Niederschlag verfügbar ist als erforderlich. Dürre ist nicht nur ein physikalisches Phänomen, sondern auch ein Wechselspiel zwischen der Verfügbarkeit und dem Wasserbedarf von Organismen. Dürre tritt oft in Gegenden auf, wo Kontinentalklima herrscht.
Nach einem Bericht der OECD vom 17. Juni 2025 nehmen aufgrund der globalen Erwärmung (Klimawandel) Dürren zu und Dürrezonen weiten sich aus.
Unterschieden wird häufig zwischen meteorologischer Dürre, hydrologischer Dürre, landwirtschaftlicher Dürre und sozio-ökonomischer Dürre.

## Typologie von Dürreereignissen
Im Allgemeinen werden vier Typen von Bedingungen als Dürre bezeichnet:

- Meteorologische Dürre respektive klimatologische Trockenheit entsteht, wenn Niederschlag über einen längeren Zeitraum unterdurchschnittlich fällt.
- Hydrologische Dürre ist zu verzeichnen, wenn die Wasserstände der Gewässer unter einen Normalwert fallen (Niedrigwasser) und die Wasserreserven in den Seen, Wasserreservoirs oder Wasserspeichern unter den statistischen Durchschnitt fallen. Die Form ist die langfristigere Folge der meteorologischen Dürre.
- Bodentrockenheit und in Folge Landwirtschaftliche Dürre ist gegeben, wenn ein Wassermangel in der Wurzelschicht des Bodenprofils herrscht, und es zu wenig Wasser für eine durchschnittliche landwirtschaftliche Produktion von Nutzpflanzen gibt. Das kann an langedauernd zu wenig Niederschlag liegen, aber auch andere Gründe für absinkenden Grundwasserspiegel haben (wie zu hohe Entnahme, Verlagerung von Grundwasserströmen), aber auch ein prinzipielles bodenkundliches Charakteristikum eines Bodens oder Landstrichs sein (siehe auch Turgeszenz, Turgor; Welke).
- Sozio-ökonomische Dürre herrscht schließlich, wenn durch Wassermangel in Flüssen o. ä. Warentransportketten oder Energieversorgung eingeschränkt werden.[5]

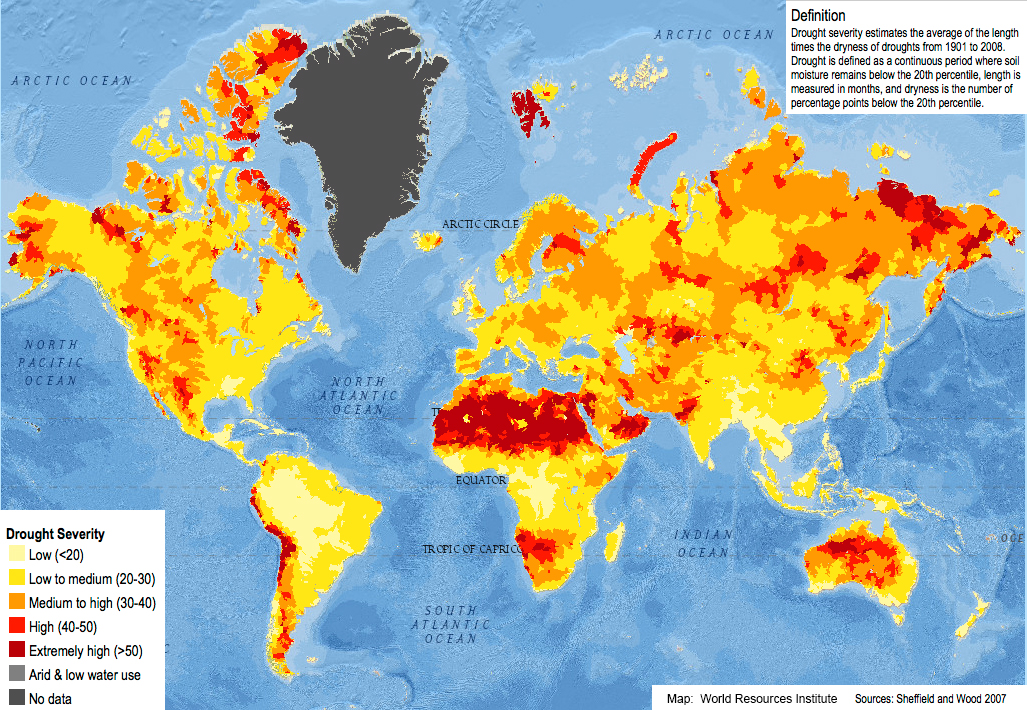
Schwere von Dürren von 1901 bis 2008

Dürreperioden können regelmäßig auftreten, je nach Klimaprofil (Sommertrockenes Klima, Winterdürre usf., vergleiche Singularität), oder ein Ausnahmeereignis sein, das Wochen oder Jahre anhalten kann (Extremwetter), oder ein weitgehend permanenter klimatologischer oder regionaler Zustand (siehe etwa Wüstenklima, Versteppung, Karst, Inneralpines Becken), der sich in erdgeschichtlichem Maßstab wandelt. Eine Mischform ist das periodisch, aber unregelmäßig auftretende El-Niño-Phänomen, welches Überschwemmungen in Südamerika und Dürren in Afrika auslösen kann.
Zur Quantifizierung von Dürren gibt es verschiedene Systeme, etwa den Palmer-Dürre-Index.
Siehe auch: Dürre-Index
Als Blitzdürre (flash drought) werden abrupt auftretende, schwer prognostizierbare Dürren bezeichnet, die durch eine Überschneidung mehrerer Extremwetterereignisse (z. B. hohe Temperaturen, kein Niederschlag, starke Winde) auftreten können.
Als Megadürre bezeichnet man eine über einen Zeitraum von mindestens einem Jahrzehnt anhaltende Dürre oder, allgemeiner, besonders intensive oder lang anhaltende Dürren.

### Mögliche Folgen von Dürren
- Engpässe in der Wasserversorgung
- geringere Ernten, hohe Preise für die geernteten Güter
- weniger Viehfutter, hohe Preise für tierische Produkte
- Behinderung des Schiffsverkehrs wegen des niedrigen Wasserstandes.Während einer Dürre verendete Oryxantilopen
- Engpässe in der Stromversorgung:[11]

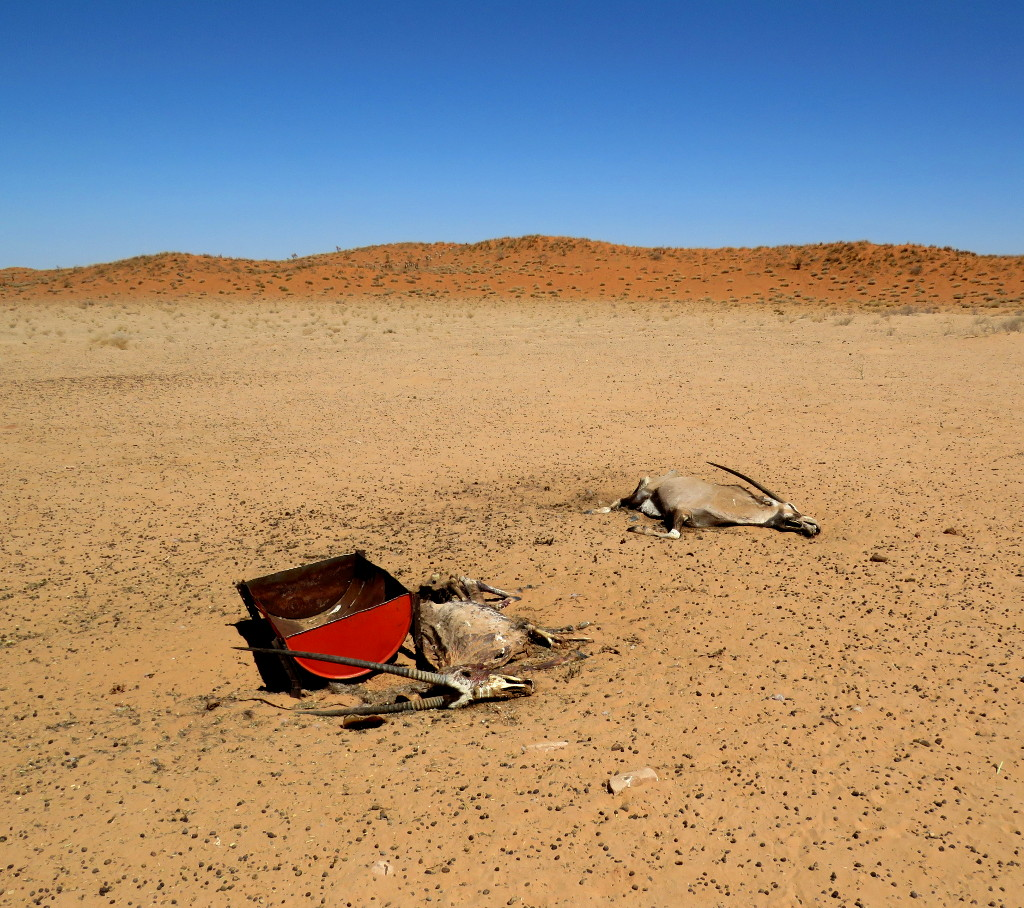
Während einer Dürre verendete Oryxantilopen

  - Wasserkraftwerke können weniger Strom produzieren
  - die Belieferung von Steinkohlekraftwerken per Schiff wird bei niedrigen Wasserständen aufwändiger (die Frachtschiffe können nicht voll beladen werden)
  - Wärmekraftwerke müssen, vor allem im Sommer, ihre Leistung drosseln (zum einen haben sie mengenmäßig zu wenig Kühlwasser; zum anderen darf das Kühlwasser beim Zurückfließen in den Fluss nur eine gewisse Maximaltemperatur haben. Je wärmer das Wasser vor Entnahme schon ist, desto weniger Kühlleistung kann es erbringen).[12]
- Waldbrand- und Flurbrandgefahr (potenziell: Flächenbrand)
- Bodenerosion
- Sand- und Staubstürme

### Risikoanalyse Dürre
Im Rahmen der vom deutschen Bundesamt für Bevölkerungsschutz und Katastrophenhilfe (BBK) durchgeführten Risikoanalysen im Bevölkerungsschutz wurde im Jahr 2018 die Risikoanalyse Dürre veröffentlicht.
Das analysierte Dürreszenario erstreckt sich über sechs Jahre und leitet sich aus der extremen Dürreperiode in Deutschland in den Jahren 1971 bis 1976 ab. Für dieses Ereignis wurde eine Wiederkehrwahrscheinlichkeit von etwa 450 Jahren abgeschätzt. Aufgrund von Hitzewelle und Kälteperiode wurde eine erhöhte Mortalität ermittelt. Die untersuchten Auswirkungen des Dürreszenarios auf kritische Infrastrukturen in Deutschland erbrachten eine Vielzahl von Hinweisen auf erkannte Defizite und Verbesserungsvorschlägen.

## Historische Dürren

### Liste historischer Katastrophen
| Zeitraum                      | Beschreibung | Folgen und Anmerkungen |
| ----------------------------- | --- | --- |
| 22. Jahrhundert v. Chr.       | Katastrophale Dürre im östlichen Nordafrika und Teilen des mittleren Orients.                                      | Untergang des Alten Reiches in Ägypten und des Akkadischen Reiches in Mesopotamien.                                                                          |
| Spätes 8. Jahrhundert v. Chr. | Dürre in Griechenland.                                                                                             | Möglicherweise Auslöser des Lelantischen Krieges zwischen Chalkis und Eretria                                                                                |
| 9. und 10. Jahrhundert        | Drei schwere, mehrjährige Dürreperioden im Abstand von 50 Jahren (um 810, um 860, um 910).                         | Die Zivilisation der klassischen Maya kollabierte. |
| 1069                          | England | Dürre: fast 50.000 Menschen verhungerten. Viele mussten sich in Leibeigenschaft verkaufen, um zu überleben.                                                  |
| 1199 und 1202                 | Ägypten | Die jährliche Nilschwemme blieb aus. 100.000 Menschen verhungerten.                                                                                          |
| 1473                          | Europa | 14-monatige Dürre in Europa 1473 |
| 1540                          | Europa | Elfmonatige „Megadürre“ |
| 1669–1670                     | Indien | Hungersnot in Bengalen 1770 – schätzungsweise etwa 10 Millionen Tote.                                                                                        |
| 1876–1877                     | Indien | Drei Millionen Menschen starben an Unterernährung, ebenfalls drei Millionen an Cholera. 36 Millionen Menschen waren insgesamt von der Katastrophe betroffen. |
| 1930–1938                     | Drei Dürrejahre (1930, 1935, 1937) innerhalb eines Jahrzehnts in Nordamerika, die als Dust Bowl bezeichnet werden. | Missernten, Entvölkerung einiger Landstriche im Mittleren Westen.                                                                                            |
| 1973–1983                     | Sahelzone | Hungersnot in der Sahelzone – 2 Millionen Menschen starben an den Folgen von Unterernährung und Krankheiten.                                                 |
| 2018–2020                     | Großflächigste Dürre in Europa mit der größten positiven Temperaturanomalie seit Mitte des 18. Jahrhunderts.       | Dürre und Hitze in Europa 2018, Hitzewellen in Europa 2019, Temperaturanomalien im Jahr 2020                                                                 |

### Heiße oder Dürrejahre in Deutschland
1473 gab es eine 14 Monate lang dauernde Dürre in West-, Mittel- und Osteuropa (Dürre in Europa 1473).
Die Dürre von 1540 wird von einigen Autoren als „die schlimmste Dürre des Jahrtausends in Deutschland“ beschrieben, von anderen wird diese These allerdings bezweifelt. Eine Untersuchung ergab, dass es in dieser Zeit über 11 Monate kaum regnete, ein Ereignis, das durch heutige Klimamodelle nicht simuliert werden kann. Die Temperaturen sollen fünf bis sieben Grad über dem Mittel des 20. Jahrhunderts gelegen haben.
1857 hatte eine Dürre im Emsland erhebliche Auswirkungen.
Im 20. Jahrhundert  gab es mehrere Jahre mit außergewöhnlich niedrigen Niederschlägen. Lt. den Wetterstatistiken war im Jahr 1911 der trockenste Sommer (mit 124,0 mm) und 1959 war das trockenste Jahr (mit 551,6 mm). Daneben gab es noch zwei weitere Jahre, in denen es wegen zu geringer Niederschläge erhebliche Ernteausfälle gab: 1947 und 1976.
2003 war ein sogenannter Jahrhundertsommer. Etwa vom 1. bis 15. August 2003 gab es eine Hitzewelle in großen Teilen Europas.
In Deutschland war das erste Halbjahr 2011 extrem trocken.
Das Wetter in den Monaten März, April und Mai („Frühjahr“) 2011 fasste der Deutsche Wetterdienst u. a. so zusammen:
- „Mit 10,1 Grad Celsius zweitwärmstes Frühjahr seit 1881“ („2,4 Grad höher als der Klimawert von 7,7 °C“)
- „der sonnigste Frühling seit Beginn der Sonnenscheinmessungen im Jahr 1951.“ (699 Stunden - gut 50 Prozent über dem langjährigen Mittel von 459 Stunden)
- „Extreme Trockenheit, besonders in der Mitte Deutschlands“
- „Mit im Mittel spärlichen 88 Litern pro Quadratmeter (l/m²) - im Durchschnitt fallen sonst 186 l/m² - erlebte Deutschland den zweittrockensten Frühling seit Beginn der Messungen vor 130 Jahren. Den meisten Regen erhielten noch die Gebiete am unmittelbaren Alpenrand. … Am trockensten war es im südlichen Rheinland-Pfalz, im nördlichen Baden-Württemberg, in Hessen, in Unterfranken und im südlichen Thüringen. … Vor allem die Landwirtschaft litt unter der großen Dürre. So waren die Wiesen zwar früh schnittreif, die Erträge an Heu und Gras-Silage aber nur gering. Das Getreide blieb im Wuchs zurück und zeigte Ende Mai deutliche Anzeichen der Notreife. Im Mai waren die Pegel der meisten deutschen Flüsse so niedrig wie seit etwa 100 Jahren nicht mehr zu dieser Jahreszeit.“

Eine weitere Trockenheit gab es im Herbst 2011. September und Oktober brachten unterdurchschnittliche Niederschläge; der November war gebietsweise der trockenste November seit Beginn der Wetteraufzeichnungen.
Im Jahr 2018 kam es zu der Dürre und Hitze in Europa 2018, die u. a. in Deutschland großflächig schwere gesellschaftliche Folgen verursachte. Es kam zu großen Ernteausfällen, Niedrigwasser samt Transportproblemen über Wasserstraßen und zu zahlreichen Waldbränden. In Teilen Deutschlands, insbesondere Teilen von Brandenburg, Berlin, Sachsen-Anhalt, Niedersachsen und Frankens, setzte sich diese Dürre bis mindestens Sommer 2022 fort. In anderen Landesteilen löste sich die 2018 begonnene Dürre im Laufe des niederschlagsreichen Jahres 2021 auf. Dort bildete sich ab dem deutlich zu trockenen und zu warmen Winter 2021/22 eine neue Dürre aus.

### Mittelmeerländer
Von lang andauernden Trockenzeiten, die über das durchschnittliche Maß hinausgehen, sind in Europa vor allem die Mittelmeerländer betroffen.
2007 kam es in Griechenland, Spanien und Portugal zu monatelangen Dürren und zahlreichen Waldbränden. Stellenweise fiel fast der gesamte Wald den Flammen zum Opfer, was teilweise auf Brandlegungen der Bodenspekulation zurückgeht. Neue Gesetze für ein langjähriges Bauverbot sollen dies verhindern.
In weiten Teilen Spaniens herrschte von Frühjahr 2007 bis 2010 extreme Dürre – in einigen Provinzen regnete es 18 Monate lang nicht. Der Niederschlag war 2007/08 regional sehr unterschiedlich verteilt: während am Mittelmeer die 1½-jährige Dürre herrschte, gab es im April 2008 Überschwemmungen in Andalusien und in den spanischen Nordprovinzen.
Die regionalen Behörden bekämpften den Trinkwassermangel an der Küste mit Entsalzungsanlagen, was allerdings für die Bewässerung der Kulturen nicht ausreichte. Ab Beginn 2008 wurde daher der Einsatz von Tankschiffen geplant und an die EU-Solidarität appelliert. Die wasserreicheren Nordprovinzen lehnten einen Wassertransport in den Süden ab.

## Weblinks

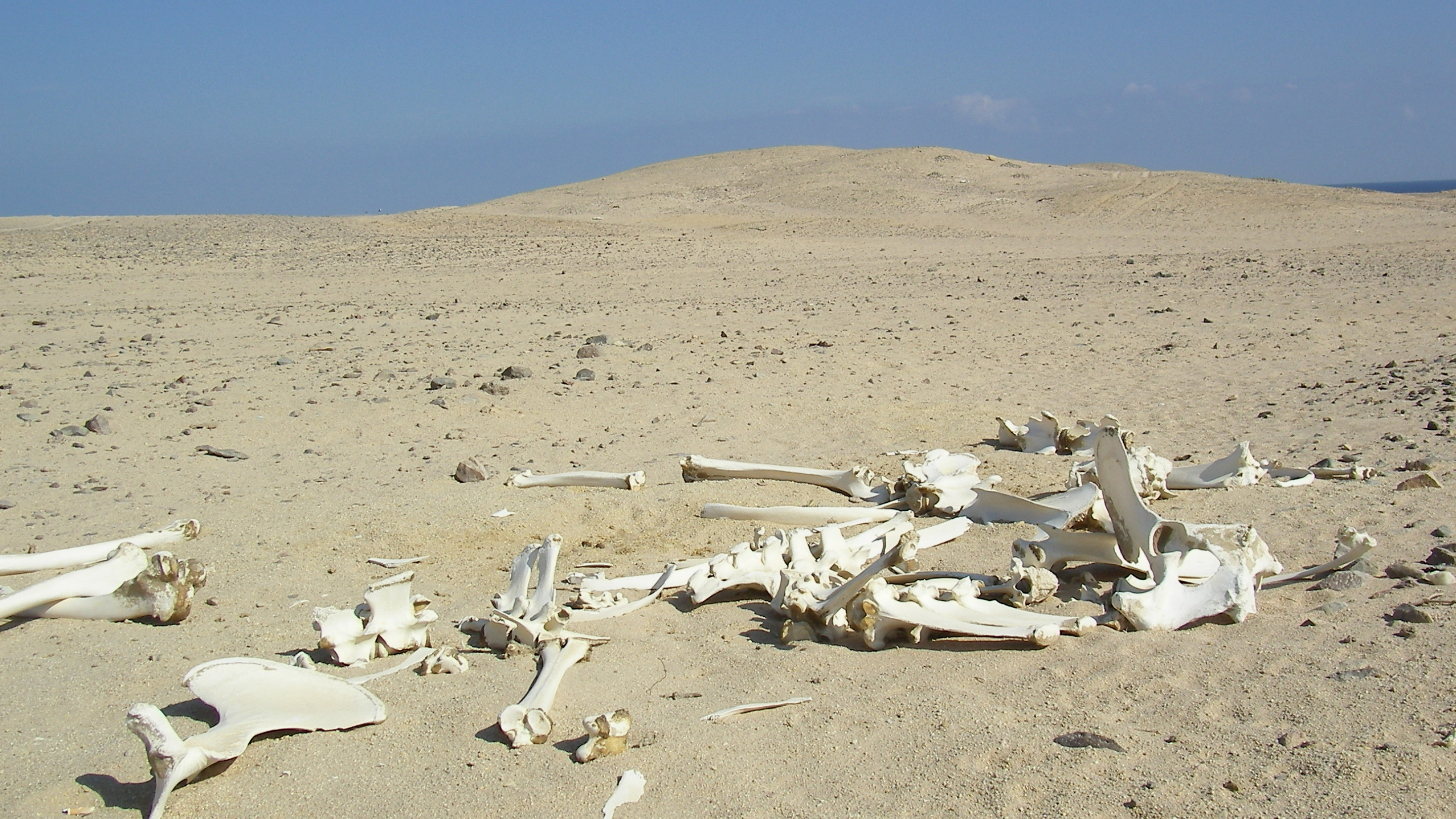
Knochenskelett in der arabischen Wüste